# Islam en Jordanie

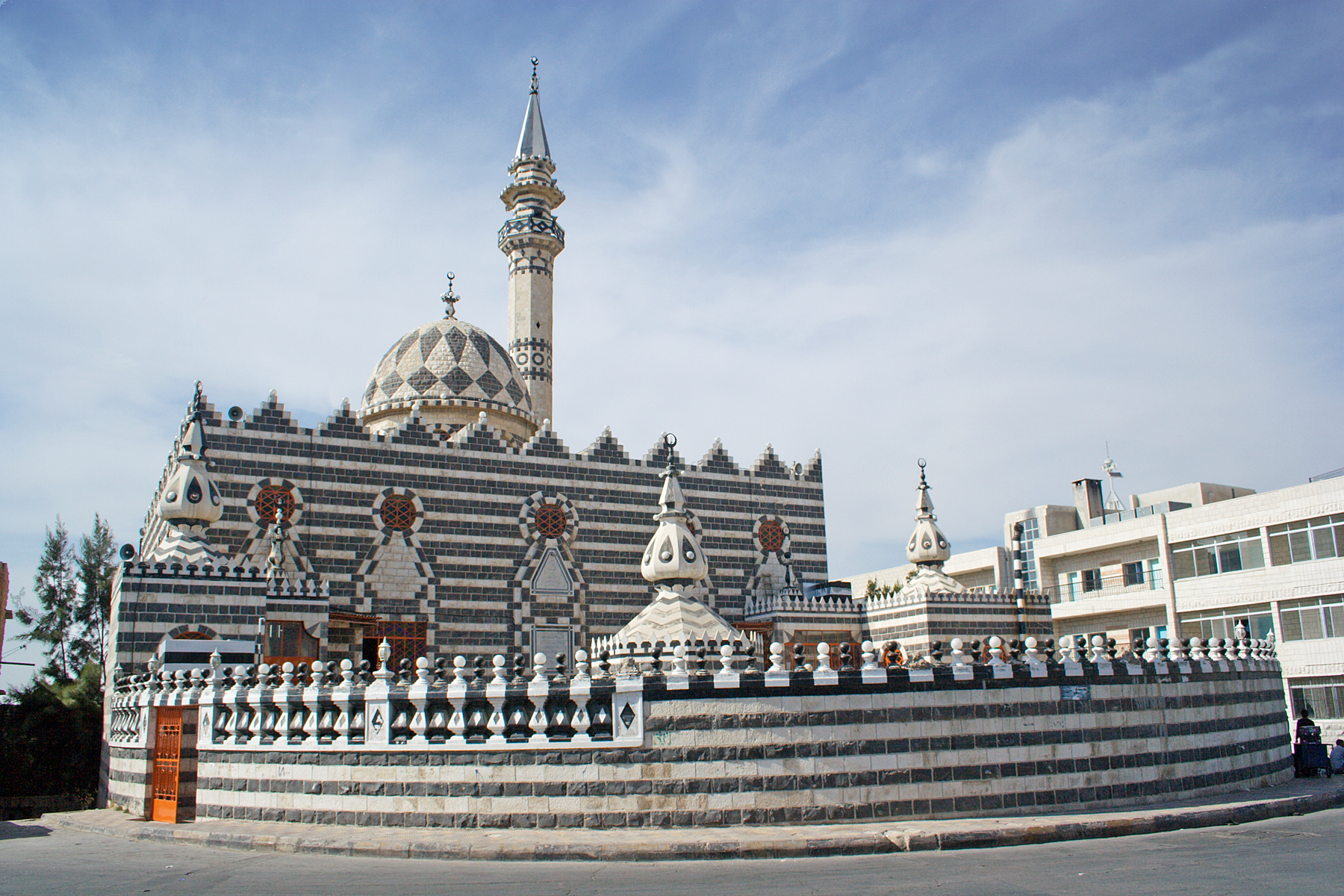
La mosquée Abu Darweesh à Amman, en Jordanie.

Plus de 90 % de la population de Jordanie confessait l’islam sunnite dans les années 1980. L’islam n'était pas forcément vécu de façon orthodoxe, mais la dévotion et l’identification à la foi musulmane était forte. L’islam est la religion établie, et ainsi ses institutions sont soutenues par le gouvernement. La Constitution de 1952 dispose que le roi et ses successeurs doivent être musulmans, et de parents musulmans. Parmi les minorités religieuses, il existe des chrétiens de différentes confessions, quelques musulmans chiites, ainsi que quelques adhérents à une autre foi.
La Jordanie est un pays religieux et conservateur.

## L’islam dans la vie sociale avant les années 1980

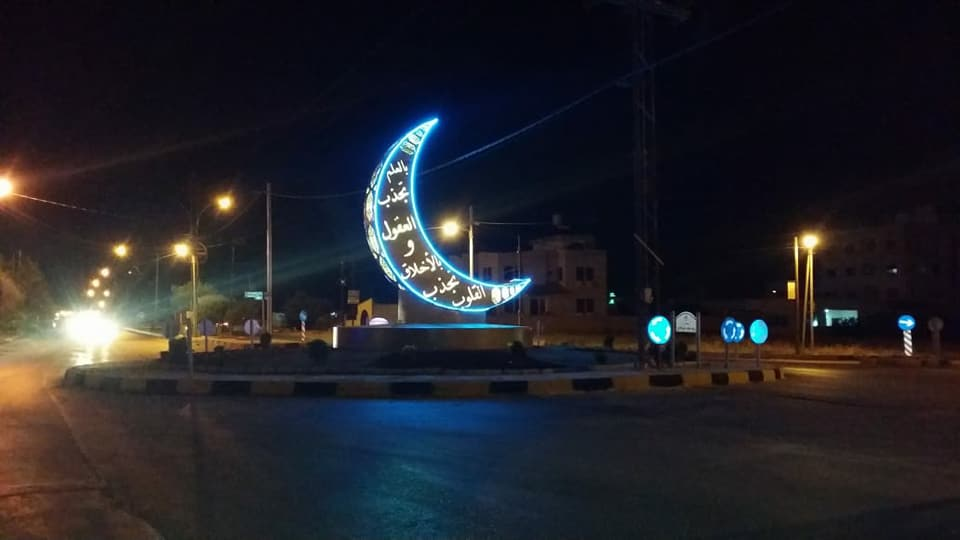
La statue du croissant sur l'une des places décorée pour célébrer le mois du Ramadan en Jordanie.

En dépit d’une identification forte et d’une grande loyauté envers l’islam, la pratique religieuse variait selon les segments de la population. Ces variations de pratique ne correspondaient pas nécessairement à une séparation entre monde rural et urbain, ni à une question de niveau d’éducation. L’observance religieuse des jordaniens était marquée par des croyances et des pratiques parfois en opposition à l’enseignement strict de l’islam. Les autorités attribuaient cela à des coutumes pré-islamiques du pays, chrétiennes ou autres.
Dans la vie courante, ni les habitants de la campagne ni ceux des villes n’étaient spécialement fatalistes. Ils ne tenaient pas Dieu responsable de tout ce qu'il pouvait arriver. Ils plaçaient plutôt les événements dans un contexte religieux qui leur donnait une signification. L’expression « inch’allah » accompagnait souvent des affirmations d’intention et « bismi’llah », les actes importants. De telles expressions n’indiquaient pas un abandon de sa volonté sur les événements. Les musulmans jordaniens croyaient généralement qu’ils avaient un contrôle sur les choses, et qu’Allah attendait d'eux qu’ils agissent selon sa volonté.
Les musulmans avaient d'autres façons d’invoquer la présence d'Allah dans la vie quotidienne. En dépit de l’affirmation forte d’un Dieu unique dont personne ne pouvait approcher la sainteté, certains jordaniens acceptaient la notion que certaines personnes avaient la baraka, une qualité spéciale de sainteté personnelle et d'affinité avec Allah. Leur intercession pouvait aider contre beaucoup de problèmes, et des sanctuaires leur étaient dédiés dans certaines localités. Les dévots visitaient souvent leur saint patron, spécialement pour recevoir leur aide dans la maladie ou la stérilité.
De nombreuses créatures spirituelles habitant le monde invisible faisaient l’objet de croyance. Des esprits mauvais, appelés Djinn Fiery, êtres intelligents qui sont capables d’apparaître sous forme humaine ou autre, pouvaient infliger toutes sortes de dommages. En guise de protection, les villageois portaient dans leurs vêtements des morceaux de papier avec des versets coraniques, des amulettes, et prononçaient régulièrement le nom d’Allah. Une copie du Coran devait protéger la maison des djinns. Le mauvais œil pouvait être déjoué de la même façon.
Bien que toute personne lettrée pût préparer des amulettes, certaines gagnaient une réputation d’être particulièrement douées pour les prescrire et les préparer. Pour souligner la difficulté d’établir une distinction précise entre l’islam orthodoxe et l’islam populaire, on peut remarquer que certains cheikhs étaient recherchés pour leur habilité à préparer des amulettes efficaces. Ainsi, dans les années 1980, dans un village du Nord de la Jordanie, deux cheikh, qui étaient également frères, étaient renommés pour leur habileté dans cet art : l’un pour éviter les maladies des enfants, l’autre pour guérir l’infertilité.
En dépit de leur référence à l’islam, les musulmans ne respectaient pas strictement les prescriptions des cinq piliers de l'islam. Bien que la plupart des personnes essayassent de donner l’impression de remplir leurs devoirs religieux, beaucoup de gens ne jeûnaient pas pendant le ramadan. En général, ils évitaient quand même de rompre le jeûne en public. En outre, la plupart des gens ne contribuaient à la zakat pour soutenir les institutions religieuses, et ne faisaient pas le pèlerinage traditionnel à La Mecque. La présence aux prières publiques et à la prière en général augmenta dans les années 1980, dans l’élan d’un renforcement régional des valeurs et de la foi islamiques orthodoxe.
Traditionnellement, la ségrégation des sexes évitait aux femmes de participer à la vie religieuse de la communauté. Les années 1980 virent certains changements dans la vie religieuse des femmes. Les jeunes femmes, spécialement les étudiantes, venaient plus souvent à la mosquée et s’étaient faites une place dans la vie publique musulmane.
Bien qu’à la fin des années 1980 certaines femmes eussent des pratiques et une foi hétérodoxe, les femmes étaient considérées comme plus religieuses que les hommes. Elles jeûnaient plus que les hommes, et priaient plus souvent chez elles. L’éducation, et spécialement l'éducation des femmes, diminua les composantes folkloriques de la religion et de la foi musulmanes, et augmentèrent l’observance d'un islam plus rigoureux.

## Après le renouveau islamique des années 1980

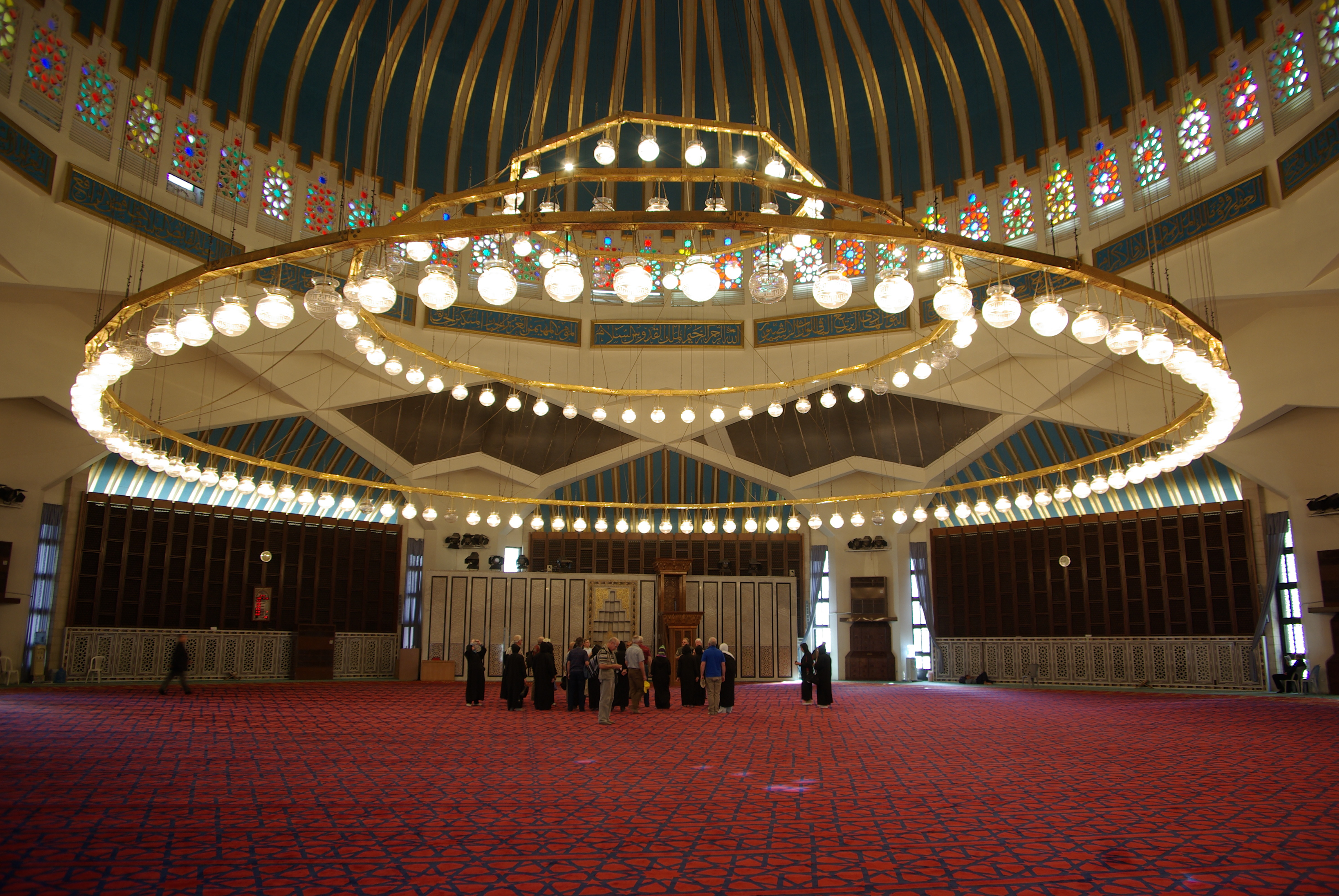
L'intérieur de la mosquée du roi Abdallah 1er à Amman.

Les années 1980 furent témoins d’une plus forte et plus visible adhésion à la foi musulmane dans des couches significatives de la population. L’intérêt croissant pour vivre l’islam au quotidien se manifesta de manières variées. Des femmes portèrent les habits musulmans conservateurs et le foulard islamique était beaucoup plus présent dans les villes ainsi que dans les zones rurales. Les hommes se mirent à porter la barbe plus fréquemment. La présence à la prière du vendredi augmenta, ainsi que le nombre de personnes pratiquant le ramadan.
Les femmes, et surtout dans les universités, furent particulièrement impliquées dans ce renouveau religieux des années 1980. Il devint commun de voir des femmes portant la robe islamique dans les universités. Par exemple, la mosquée de l’université Yarmouk avait une section féminine développée. Cette section était en général complète, et des femmes formèrent là des groupes pour étudier l’islam. Pour une large part, il semble que les femmes et les jeunes filles adoptèrent le vêtement islamique de leur propre gré, bien qu’il ne fût pas rare que des hommes insistassent pour que leurs sœurs, leurs femmes et leurs filles couvrent leurs cheveux en public.
L’adoption du code vestimentaire islamique ne signifia pas pour autant un retour à la ségrégation des sexes ou à un isolement des femmes. Les femmes qui adoptaient les vêtements islamiques étaient souvent des femmes qui travaillaient ou des étudiantes au contact des hommes. La robe islamique leur donnait un plus grand respect, et elles étaient prises plus au sérieux par les hommes. Les femmes pouvaient aussi se balader plus facilement en public si elles étaient vêtues modestement. L’augmentation de l'observance religieuse compta aussi comme nouveau style de vêtement. Dans les années 1980, le style de vêtement n’indiquait pas de statut social précis, notamment de richesse, contrairement au passé. L’habit islamique était porté par des femmes de toutes conditions, et notamment des milieux les moins aisés.
Plusieurs facteurs ont conduit à une augmentation de la pratique musulmane. Dans les années 1970 et 1980, la région du Moyen-Orient a connu une poussée de fondamentalisme islamique en réponse à la récession économique et à l’échec des politiques nationalistes mises en place pour résoudre les problèmes régionaux. Dans ce contexte, l’islam était un moyen d’expression de colère sociale. En Jordanie, l’opposition politique a longtemps été interdite, et depuis les années 1950, les Frères musulmans ont été le seul parti politique légal. Ces facteurs ont été exacerbés par le soutien public du roi Hussein au Shah d'Iran contre l’ayatollah Khomeini et les forces d’opposition, la prolongation des relations avec l’Égypte lorsqu’elle a signé le traité de paix avec Israël en 1979, et le soutien de l’Irak dans la guerre Iran-Irak.
Bien qu’une opposition politique islamique ne se soit jamais étendue en Jordanie comme en Iran ou en Égypte, ce raffermissement fut suffisamment présent pour que le régime le prenne habilement sous son égide. Au moment de la fin des années 1970 et au long des années 1980, la télévision contrôlée par le gouvernement montraient régulièrement le roi et son frère Hassan participer aux prières du vendredi. Les médias ont consacré plus de temps aux programmes religieux. Conscient que le mouvement islamique pouvait devenir une force d’opposition au régime et à ses règles, et pour améliorer ses relations avec la Syrie, le gouvernement commença dans le milieu des années 1980 à promouvoir une forme modérée d’islam, en dénonçant ses formes fanatiques ou intolérantes.